# アレハンドロ・オレイリー

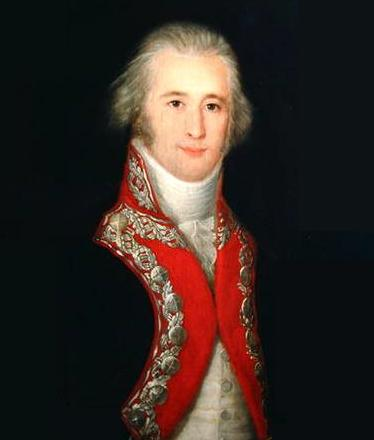
アレハンドロ・オレイリー

アレハンドロ・オレイリー（スペイン語: Alejandro O'Reilly、英語: Alexander, Count of O'Reilly、アイルランド語: Alastar Ó Raghallaigh、1723年10月23日 - 1794年3月23日）は、アイルランド出身のスペイン帝国軍人で、陸軍中将。第2代スペイン領ルイジアナ総督（1769-1770年）、アンダルシア総監を歴任した。

## 生涯
オレイリーはミーズ県モイロフ (Moylough) に生まれた。オレイリー（オライリー）家はミーズの有名な氏族であったが、ステュアート朝を支持していたことなどから父のトマスは家族とともにスペインに移住し、サラゴサに住んだ。
スペイン陸軍には1709年以来5つのアイルランド人による歩兵隊があり、アレハンドロ・オレイリーは1735年、11歳のときにそのひとつであるイベルニア歩兵連隊に入隊して教育を受けた。
1741年にオーストリア継承戦争がはじまると、スペイン軍はイタリアにおいてオーストリアと戦ったが、オレイリーは1743年のカンポサントの戦いに少尉として参加し、負傷して敵に捕えられた。捕虜交換でスペイン軍に戻ることができたものの、このときの負傷の影響で左足を引きずるようになった。

### 七年戦争
七年戦争当初スペインは中立だったが、オレイリーは1758年にオーストリア軍（のちにフランス軍）に参加してプロイセンと戦った。帰国後にプロイセン歩兵の組織と戦術について報告書を記し、スペイン軍にも取り入れるべきだと主張した。この功績によって翌年オレイリーは大佐に昇進し、歩兵連隊の新しい教練を担当するようになった。
カルロス3世は1761年に中立を破り、フランスと同盟してイギリスおよびその同盟国であるポルトガルと戦った。1762年にオレイリーはポルトガル戦役で軍功を立てて准将に昇進した。
翌年のパリ条約でスペインは西フロリダを失った一方、フランスからはフランス領ルイジアナを得た。同年オレイリーは師団将軍（mariscal de campo、少将に相当）に昇進した。英語の話せるオレイリーはキューバ総監のリクラ伯爵 (Ambrosio de Funes Villalpando) に同行して戦争中イギリスに占領されていたキューバへ行き、スペインへの返還のための処理、軍および民兵の改良、要塞の修復を行った。1765年にはプエルトリコで同様の作業を行った。オレイリーの創設した民兵組織は高い技術を持ち訓練されていたため、オレイリーはプエルトリコの民兵の父として記憶されている。

### 中将に昇進
1766年にエスキラーチェの乱が起きると、オレイリーは首都マドリードの軍事総督、ついで歩兵監察官に任命された。オレイリーは反乱から王宮を防衛した。このときの功績によって1767年、オレイリーは中将に昇進し、アルカンタラ騎士団の騎士に叙任された。

### ルイジアナ総督
スペイン領になったルイジアナ植民地ではアントニオ・デ・ウジョアが初代の総督に任命されたが、1768年10月に現地のフランス人による反乱が起き、ニューオーリンズからスペイン当局を追放してしまった (Louisiana Rebellion of 1768) 。カルロス3世の命令により、翌1769年オレイリーはキューバで組織された艦隊を率いてミシシッピ川を遡行し、ニューオーリンズに上陸した。彼は反乱者を処刑し、ルイジアナをハバナ総監の支配下とし、フランス人による統治機構を解散し、キューバで行ったのと同様の軍隊・民兵組織の設立と要塞の改良を行った。オレイリーが制定した法体系は「Code O'Reilly」と呼ばれる。しかしながらオレイリーが厳格に処刑を行ったことから植民地の人々に反感を持たれ、1770年3月に罷免された。
1771年にスペインに帰国してルイジアナ遠征の成功を報告した。この功績によってオレイリーはオレイリー伯爵の爵位を与えられた。

### アルジェ侵攻
1775年、グリマルディ首相 (Jerónimo Grimaldi, 1st Duke of Grimaldi) の提案でスペインがアルジェに遠征したとき (Invasion of Algiers (1775)) 、オレイリーは2万人からなる上陸軍を率いたが、遠征は大失敗に終わり、首相は辞任、オレイリーは批判されてチャファリナス諸島に逃がれた。しかしオレイリーを高く評価していたカルロス3世は、彼をアンダルシア総監に任命した。
1779年、スペインはアメリカ独立戦争でイギリスに宣戦した。翌年オレイリーはカディスの軍事総督に任命された。戦後の1786年に辞任した。
1793年のトゥーロン攻囲戦でトゥーロンが共和派の手に落ちた。翌年オレイリーはカタルーニャ軍を率いてカルタヘナからバルセロナへ向かったが、病気のため途中のアルバセテ県ボネーテ (Bonete) で没し、そこに埋葬された。